# 埃斯特里德森王朝
埃斯特里德森王朝（House of Estridsen）
北歐歷史上的一個王朝，王朝在卡爾馬聯盟達到頂峰，曾統治丹麥、瑞典、挪威三國。該王朝於 1412 年隨著其最後一位成員玛格丽特一世女王的去世而結束。丹麥隨後的所有君主都是埃斯特里德森王朝的後裔。
斯文二世·埃斯特里德森（Sweyn II，約1019年—1076年4月28日）是1047年到1076年的丹麥國王。斯文二世的父亲是Ulf Thorgilssen，所以他应为Svend Ulfsen，但他的母亲埃斯特里德·斯文德斯多塔是英格蘭、丹麦及挪威国王克努特大帝同父異母的妹妹，所以他选择了埃斯特里德森(Estridsen)作為姓氏。
斯文二世先後結緍3次，至少有20个孩子或者更多，其中5個後來陸續當了丹麥國王，包括哈拉爾三世、克努特四世、奧拉夫一世、埃里克一世及非婚生的尼爾斯。

## 起源
斯文在哈德克努特（克努特大帝之子）擔任丹麥國王時被封為貴族，並加入丹麥與挪威的戰爭，但他們被挪威国王馬格努斯一世的軍隊擊敗。當哈德克努特在1042年逝世時，馬格努斯宣佈兼領丹麥王位，並封斯文作為日德蘭半島的貴族。
自1043年起，斯文開始與馬格努斯對抗，但被打败，并且逃跑到瑞典。斯文和馬格努斯之间的战争持续到1045年，直到馬格努斯被流放的叔叔哈拉德·哈德拉達回到挪威。哈拉德和斯文兩股勢力合流，迫使馬格努斯宣佈與哈拉德分享挪威王位。1047年馬格努斯死亡，在他临终时说：他的王国將被划分，哈拉德得到挪威王位，而斯文是丹麦国王。